# Weinsheim (Eifel)
Weinsheim ist eine Ortsgemeinde im Eifelkreis Bitburg-Prüm in Rheinland-Pfalz. Sie gehört der Verbandsgemeinde Prüm an.

## Geographie
Weinsheim liegt in der Westeifel, am Nordwestrand der Prümer Kalkmulde.
Die Gemeinde gliedert sich in vier Ortsteile (Einwohner Stand 2014):
| Ortsteil    | Einwohner |
| ----------- | --------- |
| Gondelsheim | 223       |
| Hermespand  | 177       |
| Weinsheim   | 532       |
| Willwerath  | 158       |

Zum Ortsteil Gondelsheim gehören auch ein Teil des Weilers Siedlung Schwirzheim-Gondelsheim und die Wohnplätze Bahnhof Gondelsheim sowie Jagdhaus, zu Hermespand die Wohnplätze Bahnhof Willwerath und Jagd- und Bauernhaus Hubertusblick und zu Weinsheim der Weiler Brühlborn.

## Geschichte
Nordöstlich von Weinsheim liegt auf einer Anhöhe ein von Wasserläufen geschützter Ringwall von 150 mal 75 Metern Ausdehnung, der wahrscheinlich vorgeschichtlichen Ursprungs ist.
Weinsheim wurde 1335 erstmals urkundlich erwähnt, als Hartart von Schönecken seinen Hof zu „Winzheim“ dem Kurfürsten Balduin zu Trier zum Lehen auftrug. Nach einer weiteren Beurkundung des Orts 1343 als „Winsheim“ erschien der Name „Wyntzem“ im Jahr 1570.
Weinsheim gehörte zu dieser Zeit zum Kurfürstentum Trier und war schon seit dem 14. Jahrhundert mit Gondelsheim zu einer Meierei (Landgut bzw. Verwaltungsbereich) zusammengeschlossen. 1720 wurden die Besitzverhältnisse in Weinsheim in einem sogenannten Lagerbuch erfasst.
Nach dem Einmarsch französischer Revolutionstruppen 1794 wurde die Region im Saardepartement zusammengeschlossen und nach dem Wiener Kongress gehörte der Ort seit 1815 dem Kreis Prüm an.
Nach dem Ende des Ersten Weltkriegs stand das Dorf bis 1919 unter amerikanischer Besatzung. Zum Ende des Zweiten Weltkrieges besetzten 1945 zunächst amerikanische Truppen den stark zerstörten Ort, anschließend gehörte Weinsheim zur französischen Besatzungszone und seit 1946 zu dem damals neu gebildeten Land Rheinland-Pfalz.
Eingemeindung
Am 1. Januar 1971 wurden die bis dahin eigenständigen Gemeinden Gondelsheim (damals 140 Einwohner), Hermespand (114 Einwohner), Weinsheim (295 Einwohner) und Willwerath (92 Einwohner) in Form einer Neubildung zu einer neuen Gemeinde zusammengeschlossen, deren Name Gondelsheim per Losentscheid bestimmt wurde. Am 1. Mai 1980 wurde die Ortsgemeinde in Weinsheim umbenannt.
Bevölkerungsentwicklung
Die Entwicklung der Einwohnerzahl von Weinsheim bezogen auf das heutige Gemeindegebiet; die Werte von 1871 bis 1987 beruhen auf Volkszählungen:
| Jahr | Einwohner |
| ---- | --------- |
| 1815 | 389       |
| 1835 | 587       |
| 1871 | 632       |
| 1905 | 624       |
| 1939 | 698       |
| 1950 | 711       |
| 1961 | 678       |

| Jahr | Einwohner |
| ---- | --------- |
| 1970 | 653       |
| 1987 | 815       |
| 1997 | 1.017     |
| 2005 | 1.028     |
| 2011 | 1.012     |
| 2017 | 1.016     |

## Politik

### Bürgermeister
Klaus Keil wurde am 9. Juni 2024 zum Ortsbürgermeister von Weinsheim gewählt.
Keils Vorgänger Peter Meyer übte das Amt von 1999 bis 2024 aus.
Meyers Vorgänger Georg Kläsges hatte das Amt von 1974 bis 1999 ausgeübt.

## Wirtschaft
Weinsheim ist ein regional bedeutender Industriestandort. Hier produziert im örtlichen Industriegebiet der Fertighaushersteller Streif GmbH. Weitere ortsansässige Unternehmen sind das Prüm Türenwerk und das Magnesium-Druckgusswerk der Andreas Stihl AG mit etwa 750 Mitarbeitern und einer Fläche von über 28.000 m² sowie ein Werk der Westeifel Werke.

## Sehenswürdigkeiten

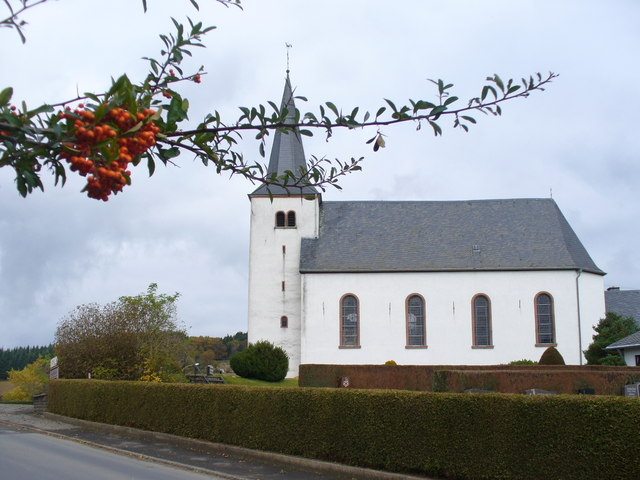
Katholische Pfarrkirche

- Die katholische Pfarrkirche St. Willibrord wurde um 1330 erstmals erwähnt. Nach einer Erneuerung des Turms 1703 wurde 1706 auch das Kirchenschiff neu gebaut. Die Ausstattung stammt aus der Erbauungszeit, darunter ein steinernes Abendmahlsrelief.
- Die ehemalige Wallfahrtskirche St. Fides im Ortsteil Gondelsheim ist in ihrer Ausbauform des 16. Jahrhunderts weitgehend erhalten. Das Netzgewölbe des spätgotischen Baudenkmals musste nach Kriegszerstörung wiederhergestellt werden, was in vereinfachter Form geschah.

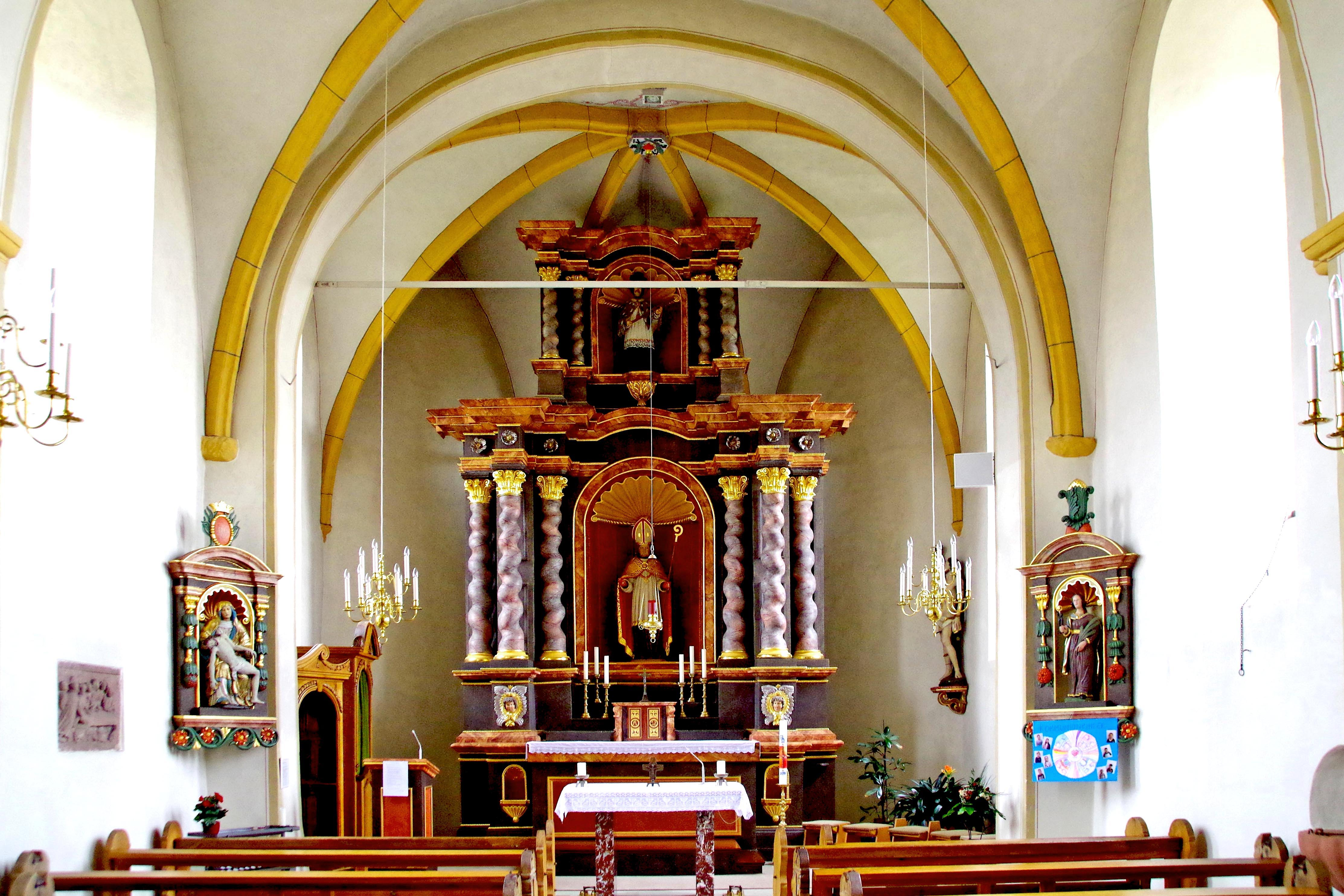
St. Willibrord, Altar (1706)

- St. Willibrord, Altar (1706)Der Ehrenfriedhof in Gondelsheim ist letzte Ruhestätte für rund 460 gefallene Soldaten des Zweiten Weltkriegs.

Siehe auch: Liste der Kulturdenkmäler in Weinsheim